# Пуловер
Пуловер (на английски: pullover, обличам през глава) е част от облеклото, плетена връхна дреха с дълги ръкави. Съществуват детски, мъжки и женски пуловери. Може да са плетени на машина или на ръка. Някои пуловери са направени само от един цвят, докато други са в най-разнообразни шарки. Има голямо разнообразие и на деколтетата. Носят се върху блуза, тениска или риза и в комбинация с пола или панталон. Най-често за направата им се употребява вълнена, памучна, ленена или синтетична прежда.